# ويلسون كويرو
ويلسون كويرو (بالإسبانية: Wilson Cuero)‏ (27 يناير 1992 بكالي في كولومبيا - ) هو لاعب كرة قدم كولومبي في مركز الهجوم. لعب مع نادي غرناطة ونادي قادش ونادي ميلوناريوس وCD San Roque de Lepe ‏ ونادي قادش ب ‏ وريكريتيفو غرناطة ‏.

## وصلات خارجية
- ويلسون كويرو على موقع قاعدة بيانات كرة القدم.إي يو (الإنجليزية)
- ويلسون كويرو على موقع Soccerway.com (الإنجليزية)
- ويلسون كويرو على موقع AS.com (الإسبانية)